# Prince Lincoln Thompson
Prince Lincoln Thompson, noto anche con lo pseudonimo di Sax (Kingston, 18 giugno 1949 – Londra, 23 gennaio 1999), è stato un cantante, musicista e compositore giamaicano.
Era un componente della band the Royal Rasses. È stato un membro del movimento Rastafari. È morto di cancro. Aveva una voce in falsetto alto cantando, molto differente dalla sua voce parlando.

## Biografia
Cominciò la sua attività come cantante con Cedric Myton nel 1967 in un gruppo chiamato The Tartans, che si sciolse nel '69. Nel '71 fu ingaggiato da Coxsone Dodd e con lui registrò tre canzoni allo Studio One: Daughters of Zion, True Experience e Live up to your name. Nel '74 incise l'album Humanity con Cedric Myton, Clinton Hall e Keith Peterkin, e creò l'etichetta God Sent per commercializzarlo. Due singoli di successo furono Love the way it should be e Kingston 11.
Vendette poche copie di dischi fino al 1978, quando fu ingaggiato da Mo Claridge, un rampollo londinese della United Artist. Il singolo Unconventional people, fu pubblicato nel marzo 1979, seguito dall'album Humanity in maggio. Nell'estate del '79 uscì il disco Experience con i Royal Rasses, questa volta senza Cedric Myton. L'album conteneva più che il tradizionale sound drum and bass del reggae. La band cambiò nome in the Rasses, per evitare confusione con un altro gruppo reggae (The Royals) e pubblicò l'album Natural Wild nell'estate 1980, a Londra. La decisione di invitare il musicista Joe Jackson fu controversa, e il disco fu un flop.
Thompson allora tornò in Giamaica e rifondò la sua etichetta God Sent con l'aiuto della società tedesca Juicy Peeple per produrre il suo quarto album dal titolo Ride with the Rasses, nel 1982; il disco, di nuovo, non ebbe successo commerciale. Poi lui e la sua famiglia si trasferirono a Tottenham, Londra, dove egli aprì un negozio di prodotti ittici. Nel settembre 1983 registrò Rootsman Blues agli Addis Ababa studios di Londra. 
Nel 1997 ha pubblicato il disco finale, 21st century, dopo che uno statunitense ascoltò la musica di Thompson nel negozio, e accettò di diventarne lo sponsor.

## Discografia
- Humanity 1974
- Experience 1979
- Harder na Rass 1979
- Natural Wild 1980
- Ride with the Rasses 1982
- Rootsman Blues 1983
- 21st century 1997